# حسن یسری
حسن یسری (انگلیسی: Hassan Yousry؛ زادهٔ ۱۰ مهٔ ۱۹۷۸) بازیکن هندبال اهل مصر بود.